# アメリカ合衆国国定記念建造物

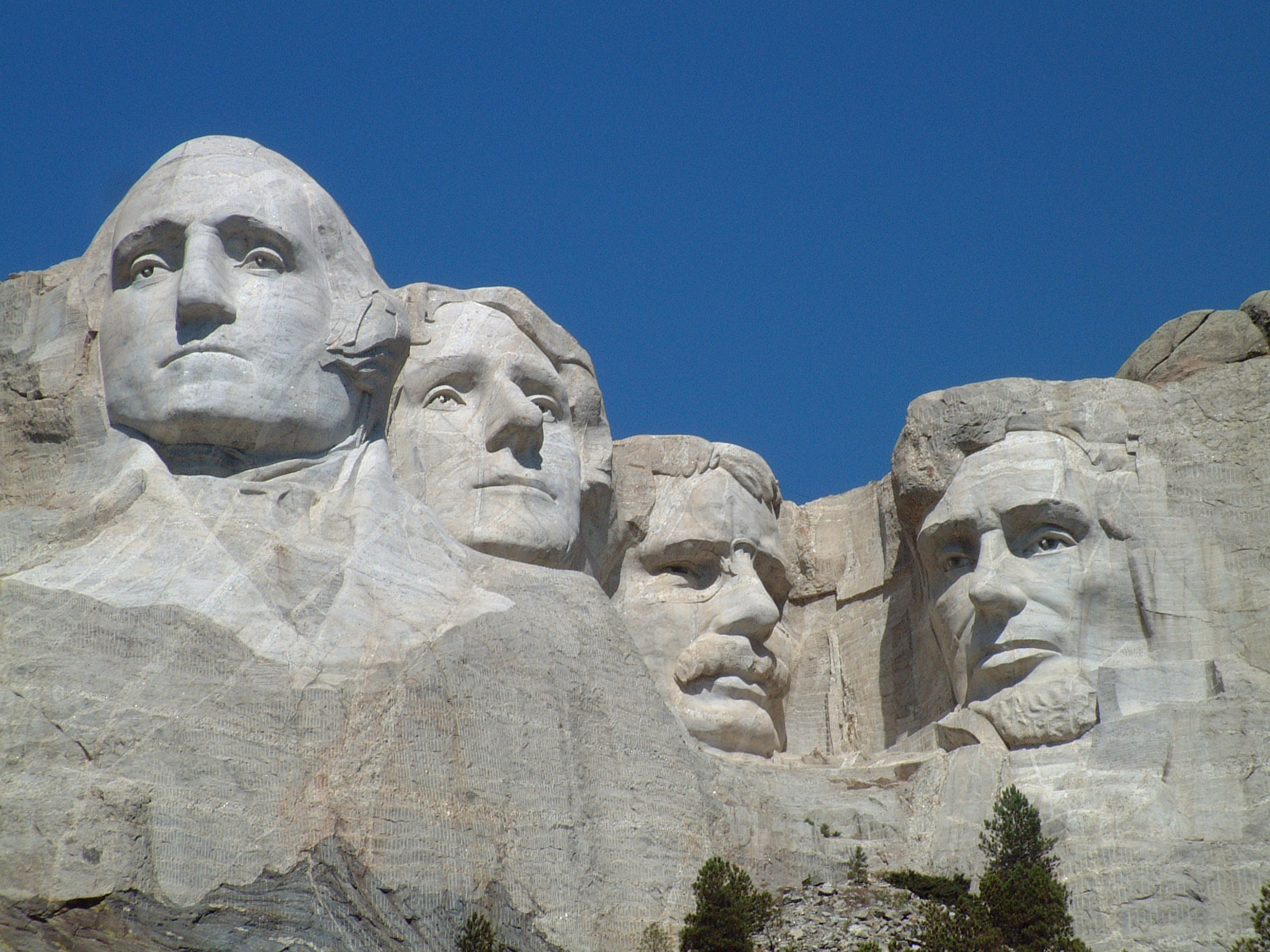
ラシュモア山

アメリカ合衆国の指定する記念建造物（きねんけんぞうぶつ、National Memorial）は、アメリカ合衆国の文化遺産保護制度の一つ。議会が定めた記念建造物を指す。国定メモリアルなどとも訳される。

## 概要
国定記念建造物は、アメリカ合衆国下院が、アメリカ合衆国の歴史上の人物や出来事を記念する記念建造物の建造を立法化するか、または既存の重要な物件を指定したものである。記念建造物は必ずしも出来事が起きたその場所に置かれているとは限らない。国定モニュメントと類似した制度であるが、国定モニュメントが大統領の指定によるものである点と、国定モニュメントには自然のものも含まれる点とが異なっている。最初に国定記念建造物に指定された物件はワシントン記念塔である。
大部分の国定記念建造物はアメリカ合衆国国立公園局が所有し管理している。一部の物件は他の組織が所有しているが、国立公園局の所属地域（affiliated area）にあるものとされ、一定の規制の下におかれる。ただし所属地域の地権者は、物件の管理費用に関して公的助成を申請することができる。国立公園局が所有している国定記念建造物は全て国家歴史登録財に登録される。国立公園局の所有でない物件には登録されていないものもある。

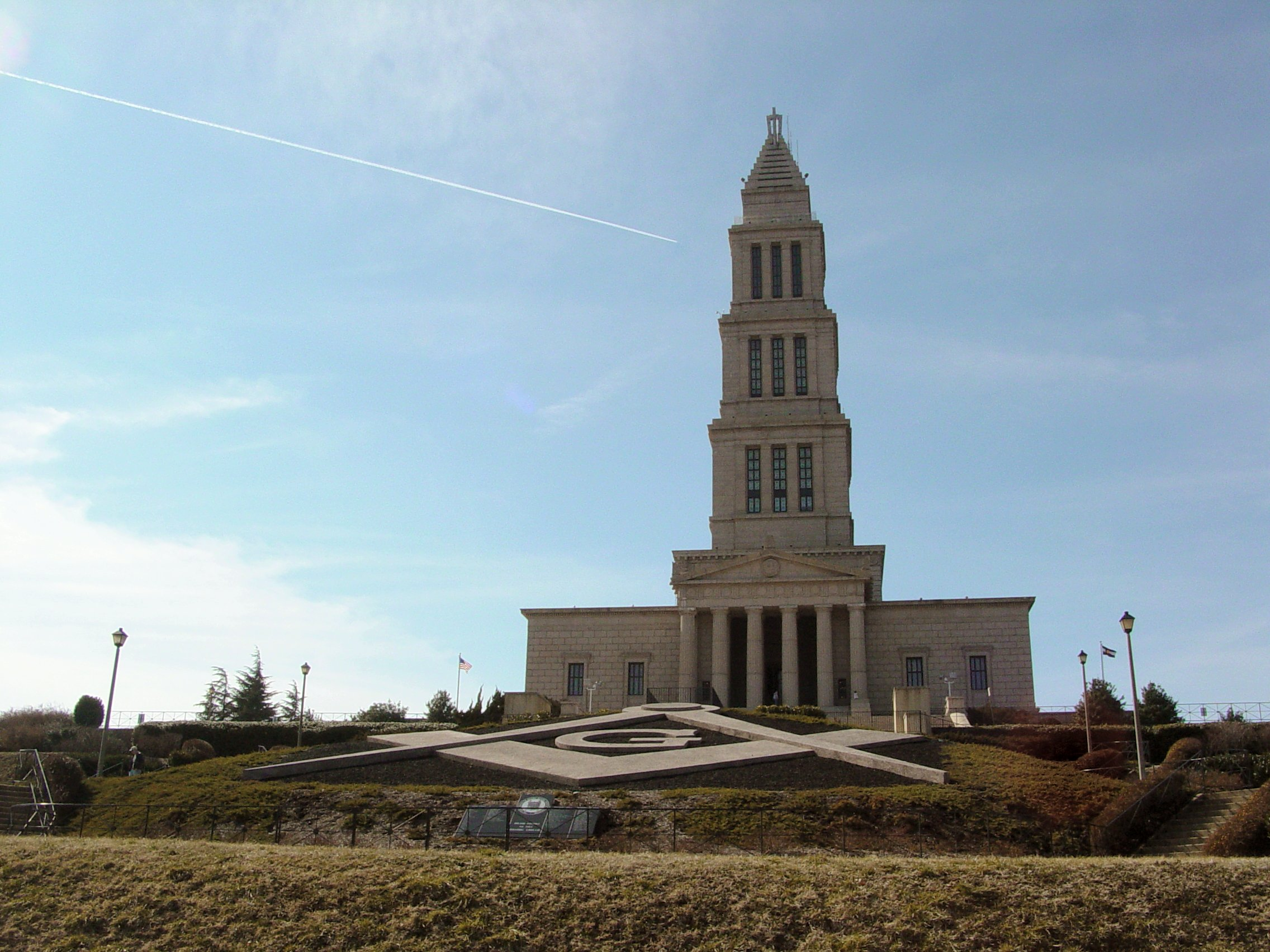
ジョージ・ワシントン・メソニック・ナショナル・メモリアル

アメリカ政府以外の民間組織が「ナショナル・メモリアル」と称する建造物を建造することも、政府に関連するものと誤解を生じさせるものでない限りは違法ではない。このような建造物の例として、ジョージ・ワシントンがフリーメイソンであったことを記念する博物館であるジョージ・ワシントン・メソニック・ナショナル・メモリアルがある。

## 国定記念建造物の一覧
44件の国定記念建造物がある。

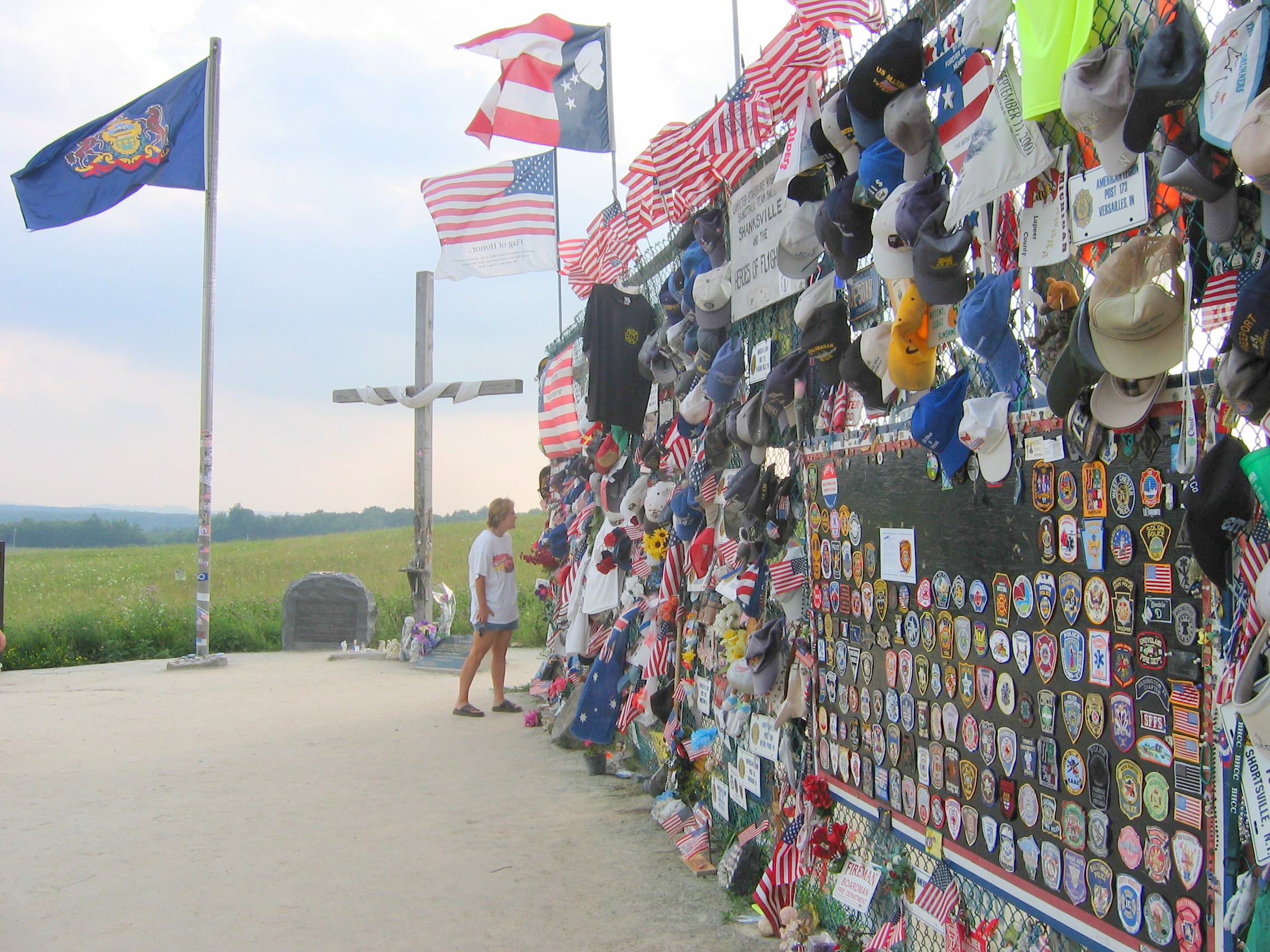
93便国定記念建造物

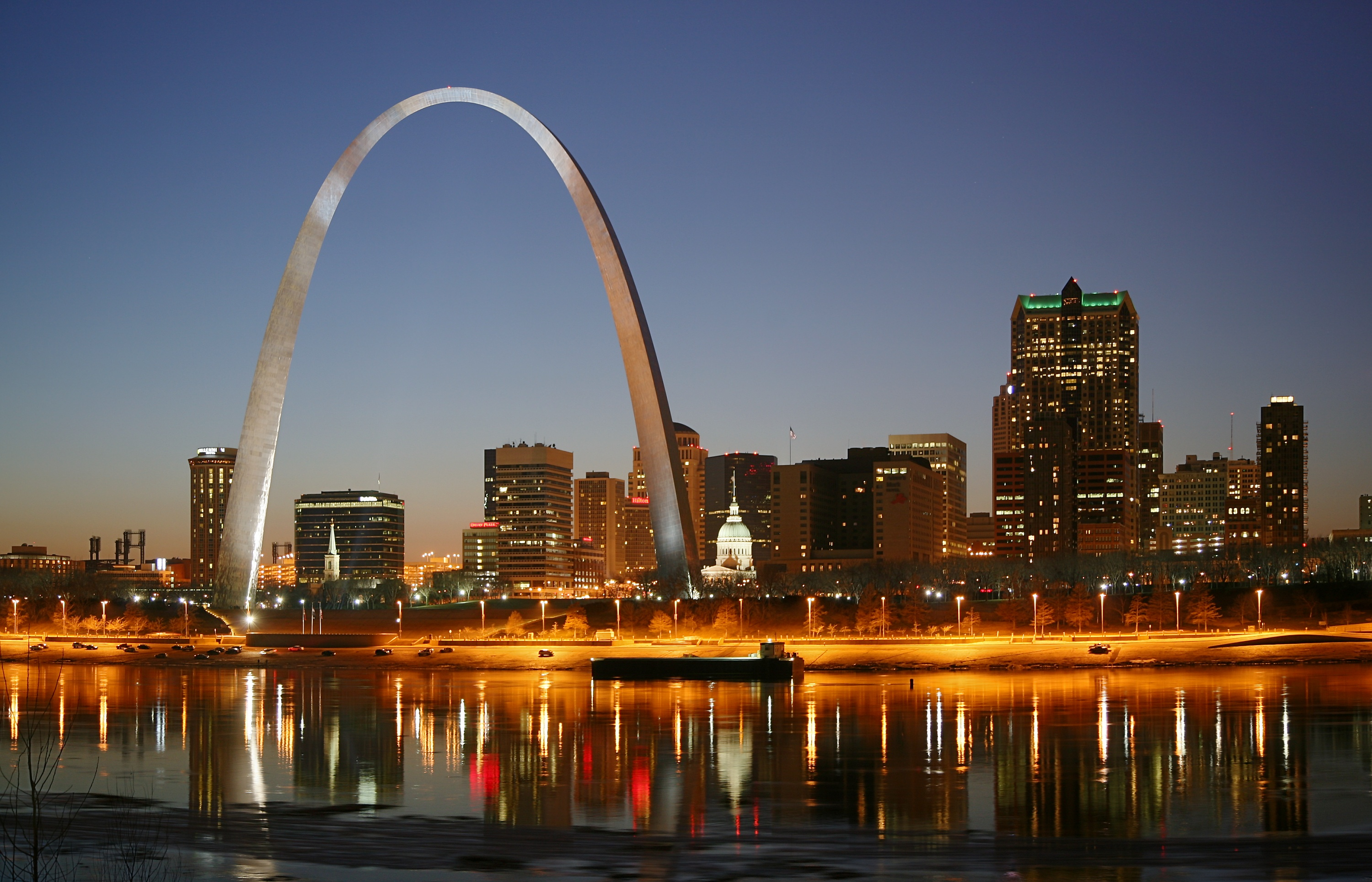
ジェファーソン・ナショナル・エクスパンション・メモリアル

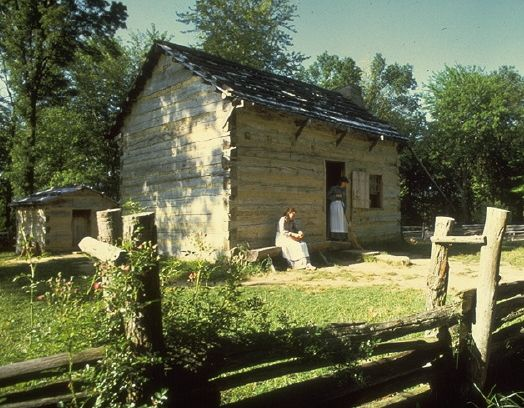
リンカーン少年時代国定記念建造物

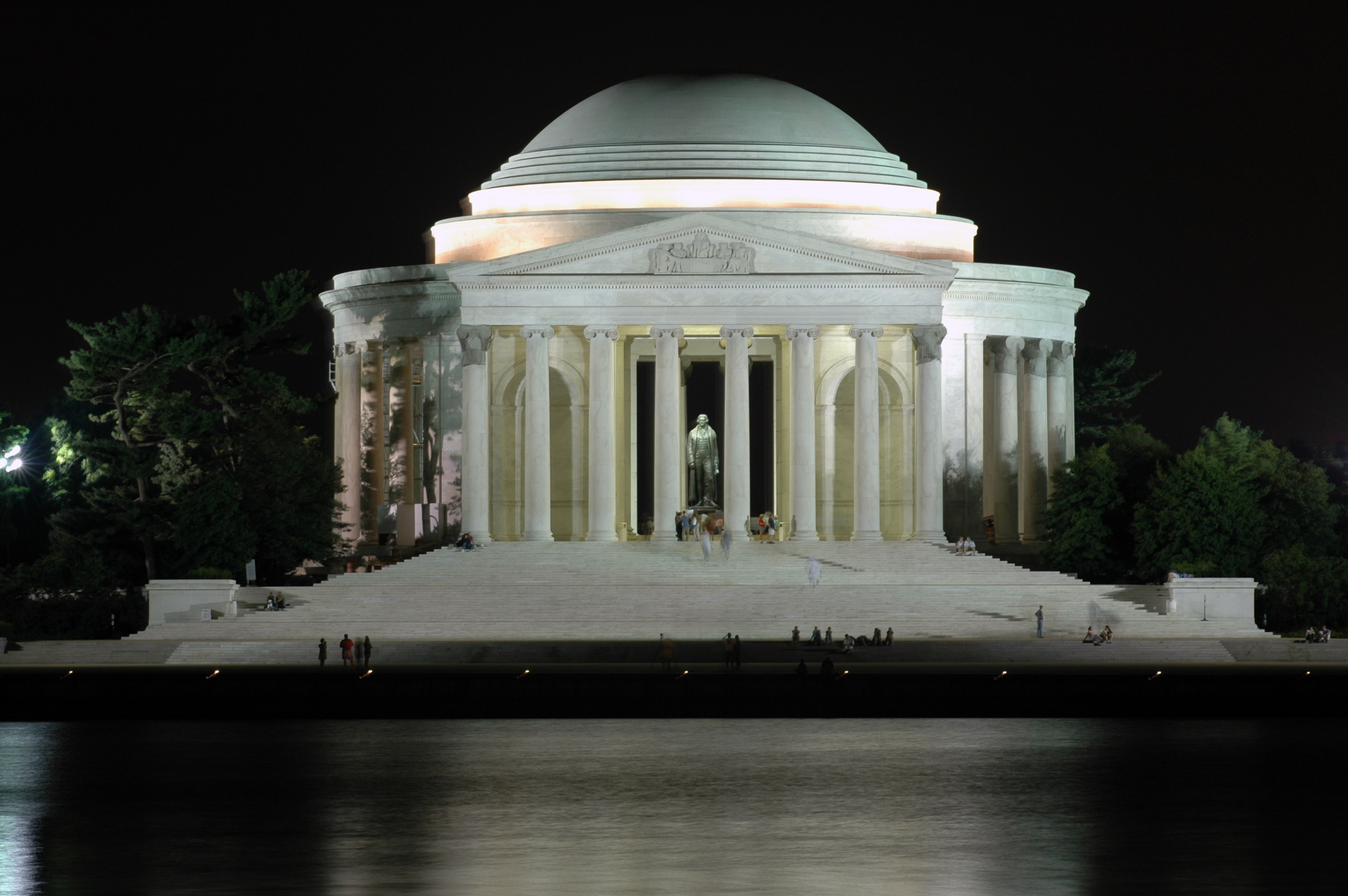
トーマス・ジェファーソン記念館

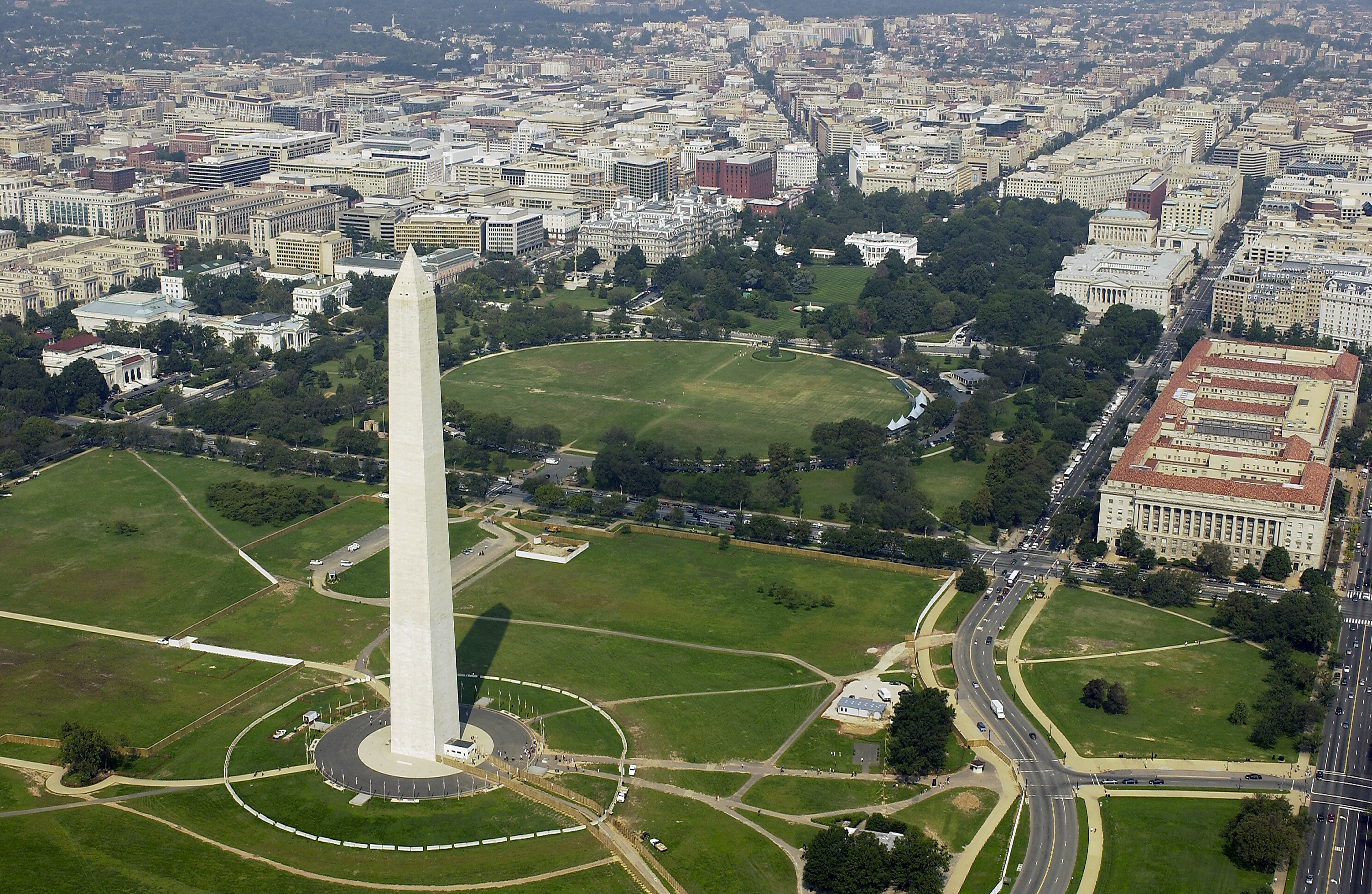
ワシントン記念塔

- エイズ・メモリアル・グローブ（カリフォルニア州、affiliated area）
- アフリカ系アメリカ人南北戦争記念碑（ワシントンD.C.、affiliated area）
- アメリカン記念公園（北マリアナ諸島、affiliated area）
- アーカンソー・ポスト国定記念建造物（アーカンソー州）
- アーリントン・ハウス・ロバート・E・リー記念碑（バージニア州）
- ベンジャミン・フランクリン記念館（ペンシルベニア州、affiliated area）
- ケープ・ヘンリー・メモリアル（バージニア州、affiliated area）
- チャミザル国定記念建造物（テキサス州）
- コロナド国有記念物（アリゾナ州）
- デビッド・バーガー国定記念建造物（オハイオ州、affiliated area）
- デ・ソト国定記念建造物（フロリダ州）
- ファーザー・マルケット国定記念建造物（ミシガン州、affiliated area）
- フェデラル・ホール（ニューヨーク州）
- 93便国定記念建造物（ペンシルベニア州）
- フォート・キャロライン国定記念建造物（フロリダ州）
- フランクリン・デラノ・ルーズベルト記念公園（ワシントンD.C.）
- グラント将軍記念館（ニューヨーク州）
- ジョージ・メイソン・メモリアル（ワシントンD.C.、affiliated area）
- ハミルトン・グランジェ国定記念建造物（ニューヨーク州）
- ジェファーソン・ナショナル・エクスパンション・メモリアル（ミズーリ州）
- ジョン・エリクソン記念館（ワシントンD.C.、affiliated area）
- ジョンズタウン洪水国定記念建造物（ペンシルベニア州）
- 朝鮮戦争戦没者慰霊碑（ワシントンD.C.）
- リンカーン記念館（ワシントンD.C.）
- リンカーン少年時代国定記念建造物（インディアナ州）
- リンドン・ベインズ・ジョンソン・ポトマック河畔メモリアル・グローブ（ワシントンD.C.）
- マーチン・ルーサー・キングJr国定記念建造物（ワシントンD.C.）
- ラシュモア山（サウスダコタ州）
- 全米日系米国人記念碑（ワシントンD.C.）
- 第二次世界大戦記念碑（ワシントンD.C.）
- オクラホマシティー国立記念センター（オクラホマ州、affiliated area）
- ペリーの勝利および国際平和記念建造物（オハイオ州）
- ポート・シカゴ海軍弾薬庫国立記念建造物（カリフォルニア州、affiliated area）
- レッド・ヒル・パトリック・ヘンリー国立記念建造物（バージニア州、affiliated area）
- ロジャー・ウィリアムズ記念館（ロードアイランド州）
- スペースミラー・メモリアル（フロリダ州）
- タデウス・コシュースコ国立記念建造物（ペンシルベニア州）
- セオドア・ルーズベルト島国立記念建造物（ワシントンD.C.）
- トーマス・ジェファーソン記念館（ワシントンD.C.）
- アメリカ合衆国海軍メモリアル（ワシントンD.C.、affiliated area）
- アメリカ合衆国海兵隊戦争メモリアル（バージニア州、affiliated area）
- アリゾナ記念館（ハワイ州）
- ベトナム戦争戦没者慰霊碑（ワシントンD.C.）
- ワシントン記念塔（ワシントンD.C.）
- ライト兄弟メモリアル（ノースカロライナ州）

### 廃止されたもの
- ニュー・エコタ・マーカー国定記念建造物（ジョージア州へ移管）

### 検討中のもの
- アダムズ・メモリアル
- ドワイト・D・アイゼンハワー・メモリアル
- マウント・ソレダッド